# Dowty Ducted Propulsor
Die Dowty Ducted Propulsor ist ein Experimentalflugzeug des britischen Herstellers für Luftfahrtzubehör Dowty Rotol Ltd., das auf einer Britten-Norman Islander aufbaut.

## Geschichte
Dowty Rotol, vor allem bekannt als Hersteller von Flugzeugpropellern, führte in den 1970er Jahren Untersuchungen zur Verminderung der Lärmemission von Propellern an einer umgebauten Britten-Norman Islander durch. Der erste Lösungsansatz mit der Vergrößerung des Propellerkreisdurchmessers und einem Getriebe zur deutlichen Verringerung der Drehzahl, wurde bald verworfen, da die Bodenfreiheit des Propellers nicht ausreichend war und die Fahrgestellhöhe zu groß wurde. Man entschied sich stattdessen die Verwendung eines Mantelpropellers mit einer großen Blattzahl als Antrieb näher zu untersuchen. Neben einer Lärmverminderung versprach man sich von dieser Konfiguration auch eine deutliche Leistungsverbesserung.
Im Frühling 1976 wurde ein Versuchsgestell eingerichtet, bei dem der Sieben-Blatt-Mantelpropeller mit einem Durchmesser von 1,22 m von einem 300 PS (224 kW) leistenden Continental IO-520-Kolbenmotor angetrieben wurde. Das angestrebte Ziel war einen Schub von 5,38 kN (1200 lb st) zu erreichen, der bei den ersten Läufen mit 5,56 kN sogar übertroffen werden konnte. Der Schallpegel sollte in einem Abstand von 305 m (1000 ft) 65 dB nicht überschreiten, erreicht wurden 62 dB. Die Triebwerkskühlung konnte ebenso wie das Vibrationsverhalten verbessert werden. Der Strom der Kühlluft und die Triebwerksabgase wurden im Auslauf der Triebwerksgondel gefasst und erzeugten zusätzlichen Schub.
Im Herbst 1976 wählte man eine vorher in Kenia zugelassene Britten-Norman Islander (Kennzeichen 5Y-AMU) als geeigneten Erprobungsträger aus, woraufhin bei Miles-Dufon in Shoreham die notwendigen Umbauten vorgenommen wurden. Das Flugzeug wurde anschließend mit der passenden Registrierung G-FANS neu zugelassen. Die Umbauten umfassten eine Verlegung der IO-540-Triebwerke an Ausleger und eine direkte Kopplung mit den verstellbaren Sieben-Blatt-Propellern. Diese erhielten große Nabenhauben, eine Mantelverkleidung und im Abstrom liegende sechs feste Blätter zur Strömungsglättung. Der äußere Eindruck der Triebwerksgondeln erinnerte stark an das Aussehen von Mantelstromtriebwerken. Der Erstflug in dieser Konfiguration fand mit Neville Duke am Steuer am 10. Juni 1977 in Shoreham statt.
Bei voller Leistung hatte der 1,22-m-Propeller lediglich eine Blattspitzengeschwindigkeit von 172 m/s verglichen mit 287 m/s beim Originalantrieb mit 2,03 m Durchmesser. Auch das Ziel einer deutlichen Minderung der Lärmemissionen konnte erreicht werden. Warum die Untersuchungen letztlich nicht weitergeführt wurden, ist nicht bekannt.

## Verbleib
Am 17. November 1983 wurde die Maschine wieder mit dem Standardantrieb als G-HGPC zugelassen, am 3. April 1989 wieder gestrichen und nach Guyana verkauft (Kennzeichen 8R-GGU).